# Aleksander Mądry
Aleksander Mądry (ur. we Wrocławiu) – polsko-amerykański informatyk i matematyk, profesor Massachusetts Institute of Technology (MIT).

## Wykształcenie
Aleksander Mądry urodził się we Wrocławiu. Studiował na Uniwersytecie Wrocławskim, uzyskując tytuły magistra informatyki w 2006 r. i licencjata fizyki teoretycznej w 2007 r.
Studia kontynuował w Massachusetts Institute of Technology uzyskując tytuł magistra informatyki. Na MIT, pod kierunkiem Michela Goemansa i Jonathana A. Kelnera napisał pracę doktorską From Graphs to Matrices, and Back: New Techniques for Graph Algorithms (pol. Od grafów do macierzy i z powrotem: nowe techniki dla algorytmów grafowych) i w 2011 r. obronił dysertację, uzyskał stopień doktora (PhD) informatyki.

## Kariera zawodowa

### Zatrudnienie
Po obronie pracy doktorskiej w MIT, przez rok pracował w Microsoft New England Research w ramach badań postdoktorskich. Kolejne lata, do 2015, pracował w École Polytechnique Fédérale de Lausanne jako assistant professor (w Polsce odpowiednik adiunkt) w dziedzinie informatyki. Po kilkumiesięcznej pracy w Google, od 2015 r. rozpoczął pracę w Massachusetts Institute of Technology, w dziedzinie informatyki, kolejno jako assistant professor, a od 2020 r. jako profesor oraz dyrektor MIT Center for Deployable Machine Learning.
Od 2023 r. pracuje w OpenAI.

### Dokonania
Mądry wniósł znaczący wkład do teorii algorytmów. W szczególności w 2011 r. przedstawił algorytm aproksymacji problemu maksymalnego przepływu w grafach złożoności czasowej. W 2013 r. podał dokładny algorytm obliczeniowy problemu maksymalnego przepływu i granicę ustaloną przez Tarjana. Mądry wniósł także postęp do tzw. problemu serwera k6 i problemu komiwojażera. W laudacji Nagrody Presburgera napisano: „Wyniki Aleksandra zostały docenione przez społeczność nie tylko dlatego, że przełamał istniejące od dawna bariery w zakresie złożoności, ale także dlatego, że wprowadził w tej dziedzinie nowe i bardzo odmienne techniki, które od tego czasu z powodzeniem zostały przyjęte przez innych”.
Jest autorem i współautorem licznych artykułów naukowych.

## Nagrody i wyróżnienia
Mądry jest laureatem Nagrody Presburgera w 2018 r. przyznawanej „młodemu naukowcowi za wybitny wkład w informatykę teoretyczną, udokumentowany opublikowanym artykułem lub serią opublikowanych artykułów”.
Mądry jest laureatem innych nagród, stypendiów i wyróżnień:
- Sprowls Award for Outstanding PhD Thesis (za najlepszy doktorat MIT w dziedzinie informatyki) w 2011[1].
- ACM Doctoral Dissertation Award 2011[12].
- Nagroda NSF CAREER(inne języki) 2015[1].
- Sloan Stypendium(inne języki) 2016.
- Google Research Award 2016 w kategorii Algorithms and Optimization[d][13].
- Prelegent na zaproszenie (ang. invited lecturer) z wykładem „Gradients and flows: Continuous optimization approaches to the Maximum Flow Problem”, w ramach sekcji Mathematical Aspects of Computer Science, podczas Międzynarodowego Kongresu Matematyków 2018 w Rio de Janeiro[14].
- Stypendium Research Innovation Fellowships (FRIFs) przyznane przez Wydział MIT Electrical Engineering and Computer Science (EECS)(inne języki) wraz z dwoma innymi naukowcami wyróżnionymi indywidualnymi stypendiami Williamem D. Oliverem i Ryanem Williamsem(inne języki), 2021[15].

Wyróżnienia w ramach sympozjów:
- ACM-SIAM Symposium on Discrete Algorithms (SODA), 2010[8].
- ACM Symposium on Theory of Computing (STOC), 2011[6].
- IEEE Symposium on Foundations of Computer Science (FOCS), 2011[16].
- IEEE Symposium on Foundations of Computer Science (FOCS), 2013[7].